# Karen Ibasco
Karen Santos Ibasco (sinh ngày 17 tháng 12 năm 1990) là một nhà vật lý và nữ hoàng sắc đẹp đến từ Philippines. Cô là Hoa hậu Trái Đất 2017.

## Tiểu sử
Ibasco sinh ra và lớn lên Manila, Philippines.
Cô học tại Trường Trung học Hope Christian ở Manila và cô có thể nói tiếng Trung trôi chảy. Cô có bằng cử nhân về vật lý ứng dụng chuyên ngành thiết bị và bằng thạc sĩ về vật lý ứng dụng chuyên ngành vật lý y tế tại Trường Đại học Santo Tomas ở Philippines. Cô cũng là một cựu giảng viên đại học tại Đại học Khoa học của trường và làm việc như một nhà vật lý y tế tại Trung tâm Y tế St. Luke, Thành phố Toàn cầu.

## Các cuộc thi sắc đẹp
Cô đại diện cho Manila tại cuộc thi Hoa hậu Philippines 2016 nhưng không lọt vào Top 15. Sau đó, cô tham gia Hoa hậu Trái Đất Philippines 2017 và giành chiến thắng vào ngày 15 tháng 7 năm 2017.

### Hoa hậu Trái Đất 2017
Ibasco đại diện quê hương mình tại cuộc thi Hoa hậu Trái Đất 2017 được tổ chức tại Philippines và đăng quang. Cô là người thứ 4 đoạt được danh hiệu này. Trong phần ứng xử chung của Top 4, khi nhận được câu hỏi: "Bạn nghĩ ai và thứ gì là kẻ thù của mẹ Trái Đất? Tại sao?", cô đã trả lời:

"Tôi tin rằng vấn đề lớn nhất không phải là thay đổi khí hậu, mà chính là chúng ta. Điều chúng ta cần làm là phải bắt đầu thay đổi suy nghĩ, nhận thức, hành động. Nếu thực hiện trên toàn cầu, một hành động nhỏ có thể tạo ra tác động khổng lồ, giúp cứu ngôi nhà, hành tinh của chúng ta".

Cô đã được chúc mừng bởi cựu Tổng thống Philippines và Thị trưởng Manila Joseph Estrada khi cô  gọi điện thoại cho Estrada tại văn phòng của ông ở Tòa thị chính Manila. Cô cũng được cựu Thị trưởng Manila và Danh sách Đảng Buhay Lito Atienza vì đã mang lại niềm tự hào và vinh dự cho Manila khi đăng quang Hoa hậu Trái Đất 2017..